# 48 timmar (1945)
48 timmar är en amerikansk film från 1945 i regi av Vincente Minnelli.
Filmen baseras på en berättelse skriven av Paul och Pauline Gallico. Regissören Fred Zinnemann påbörjade filmen, men han ersattes av Vincente Minnelli, det som hade spelats in fram till dess slängdes, förutom exteriörbilder. Inspelningen påbörjades i september 1944, helt och hållet i studio.
Filmen hade svensk premiär den 8 oktober 1945.